# Exposition universelle de 1911
L’Exposition universelle de 1911 s'est tenue à Turin, centrée sur l'industrie et le travail, et s'inscrit dans le cadre des commémorations du cinquantenaire de l'Unité italienne (1861).
Deux autres sites, à Rome et Florence, accueillaient au même moment, des manifestations internationales artistiques.
Le site de Turin reçut 4 012 776 visiteurs.

## Contexte
L'Exposition fut inaugurée le 29 avril 1911. L'Italie avait accueilli une précédente exposition universelle en 1906 à Milan et en 1902, Turin organisa la Première Exposition Internationale d'art décoratif moderne.
La foire de Turin, appelée officiellement Esposizione internazionale dell'industria e del lavoro, se distingue par l'accent mis sur l'industrie et le travail.
Parallèlement à cette exposition de Turin, se tient une autre manifestation d'envergure, l'Exposition internationale d'art à Rome, inaugurée en mars. Une troisième exposition, à Florence, était centrée sur l'histoire de la peinture italienne, offrant un panorama de la Renaissance à 1860.
L'Exposition turinoise se tenait dans le Parco del Valentino, comme les précédentes expositions de 1884, 1885, 1898 et 1902. La manifestation de 1898 fut la première au monde à avoir comme thème l'électricité : Turin se place alors en Italie comme la ville des industries et techniques.

## Participants
Les pays suivants participèrent à cette Exposition : Argentine, Autriche-Hongrie, Belgique, Bolivie, Brésil, Royaume de Bulgarie, Chili, Chine, Colombie, Danemark, Équateur, France, Allemagne, Grèce, Hongrie, Italie, Japon, Mexique, Pays-Bas, Nicaragua, Pérou, Empire russe, Royaume de Serbie, Siam, Espagne, Suisse, Turquie, Royaume-Uni, États-Unis et Uruguay.

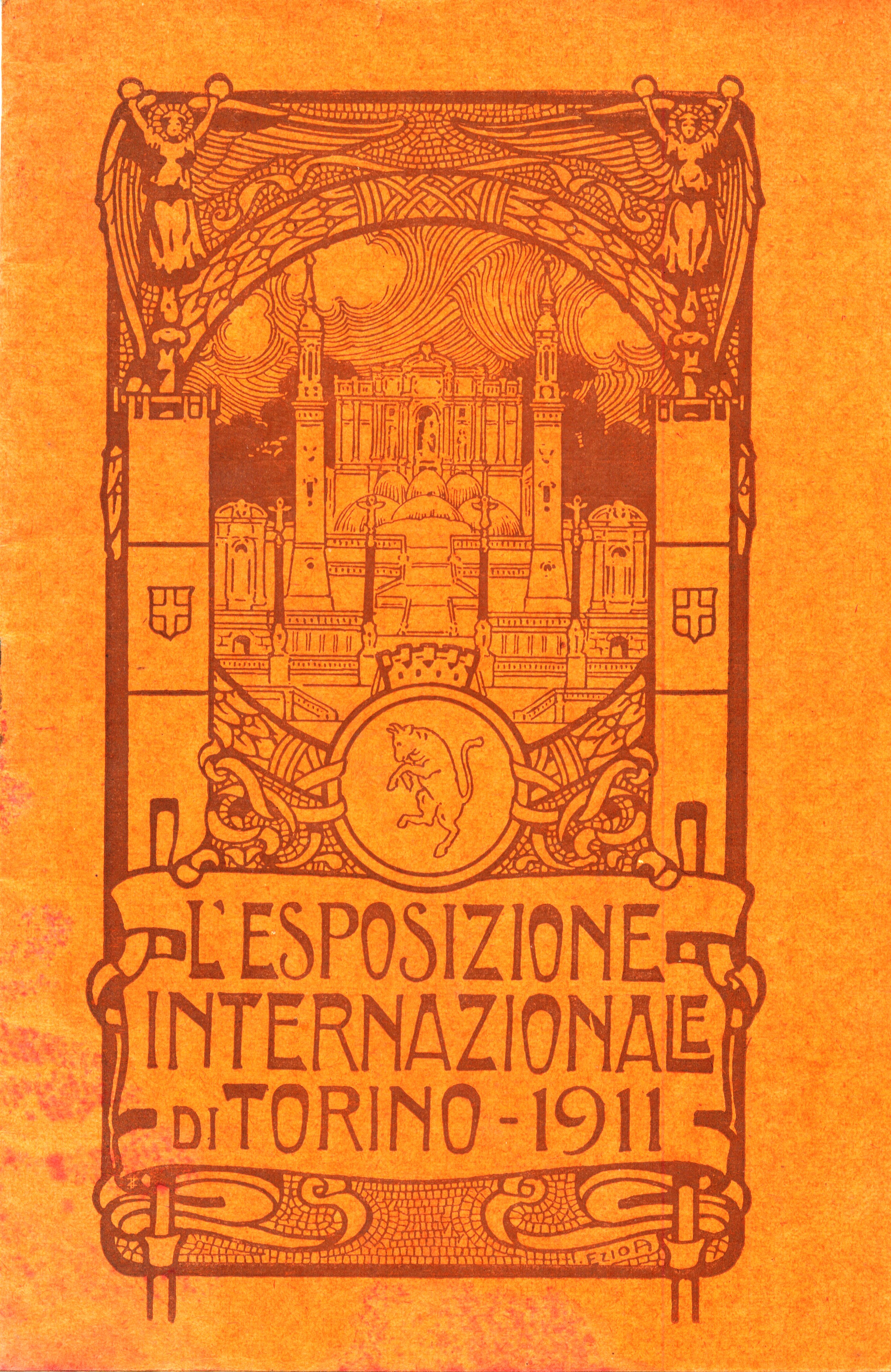
Logo Officiel de l'Expo
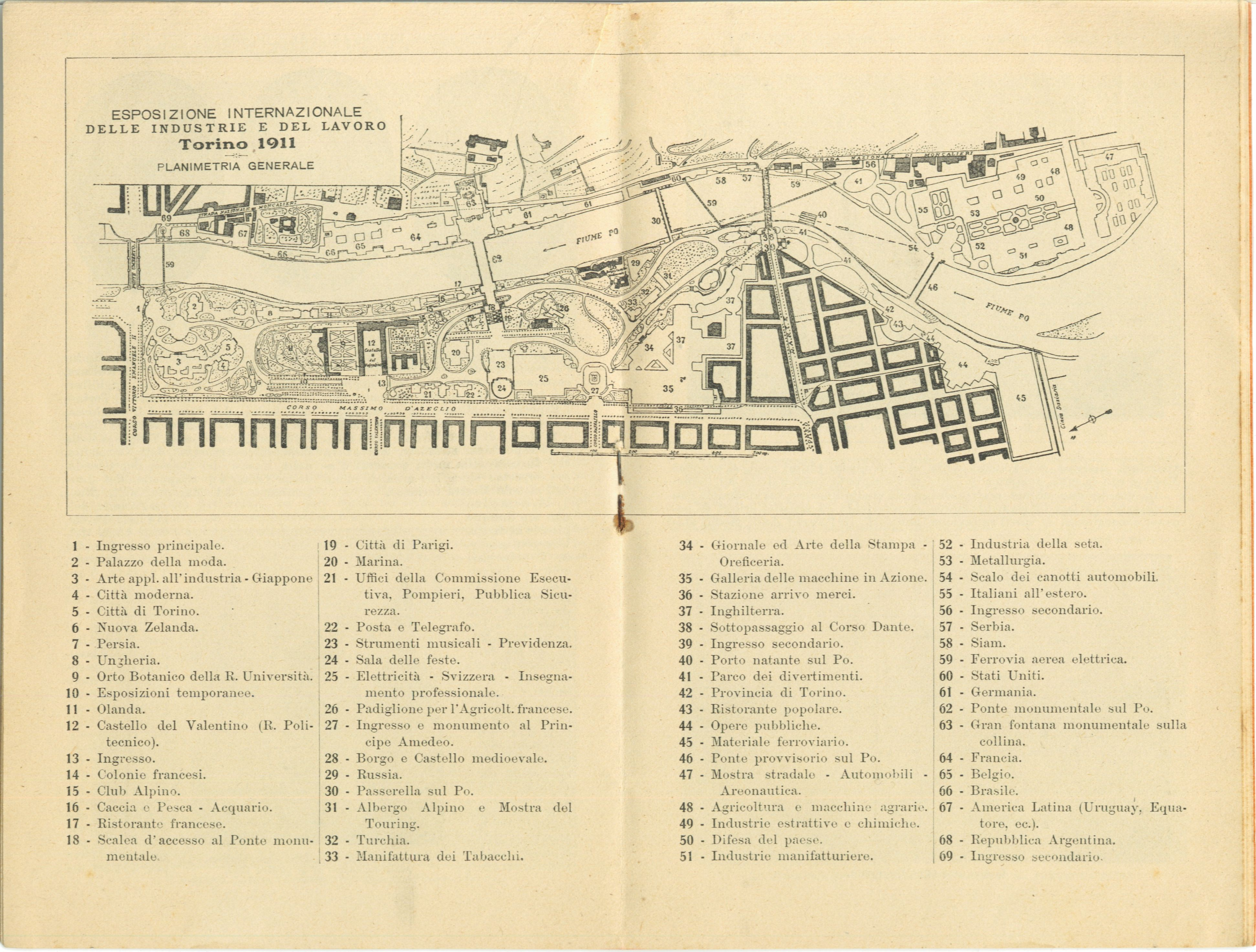
Plan du site (Parco Valentino, Turin)
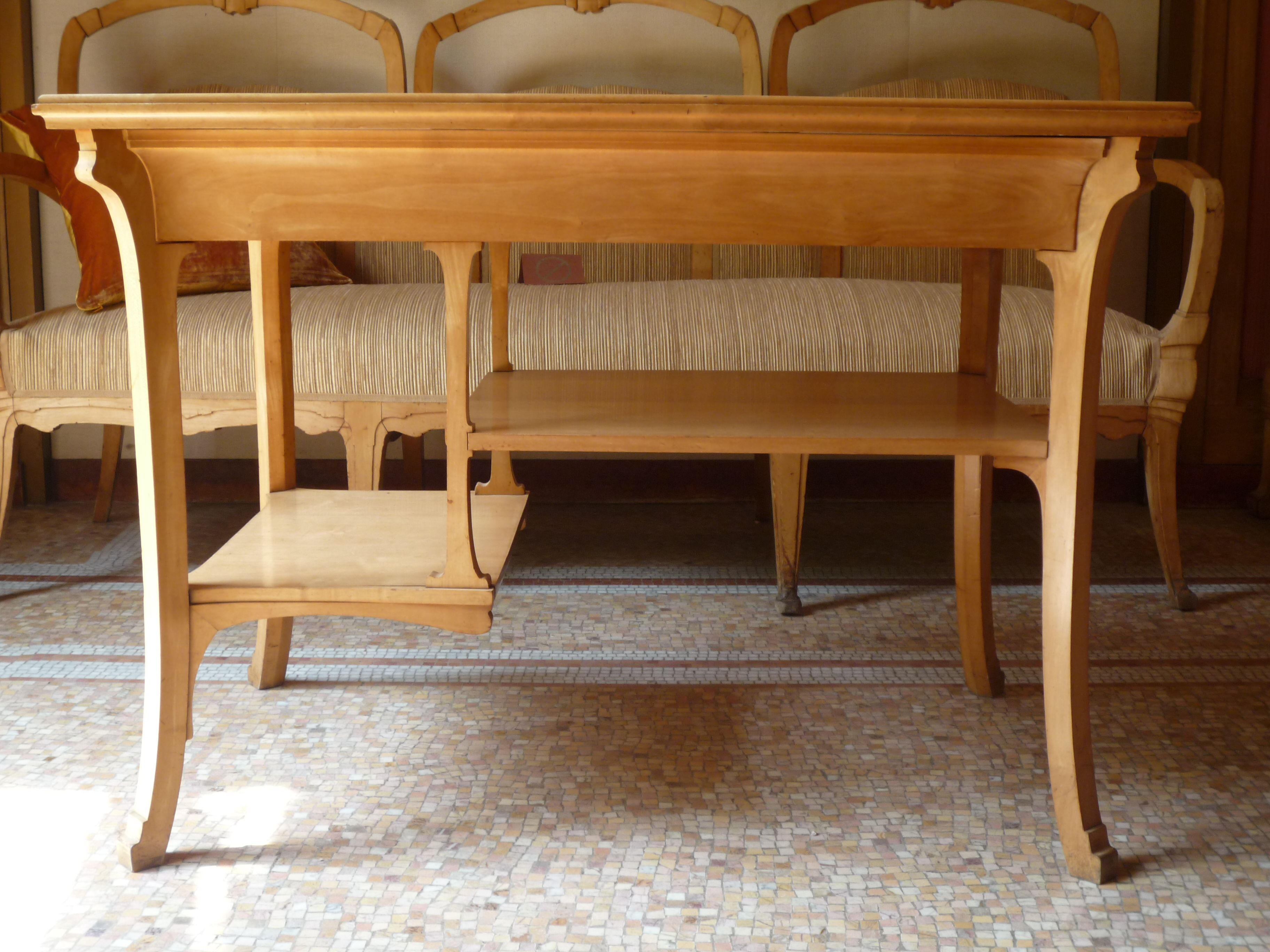
Table de Victor Horta, exposée en 1911.

## Prix
- La chocolaterie Antica Dolceria Bonajuto, médaille d'or.
- Gustav Klimt reçoit un premier prix pour son tableau La Vie et la Mort à l'occasion de cette exposition universelle (Rome).